# Ernest Havet
Pour les articles homonymes, voir Havet.
Eugène Auguste Ernest Havet, né à Paris le 11 avril 1813 et mort le 21 décembre 1889 à Paris 1er (16 place Vendôme), est un historien français, spécialiste de l'histoire religieuse.

## Biographie
Il fit ses études au lycée Saint-Louis et fut admis en 1832 à l'École normale de Paris, dans les deux sections littéraire et scientifique à la fois. Agrégé des classes supérieures en 1834, il fut nommé professeur de rhétorique à Dijon. Il n'y demeura pas longtemps. En 1840, le ministre de l'instruction publique le rappela à Paris : il fut d'abord chargé du cours de littérature grecque à l'École normale, il prit le grade de docteur en 1843, fut nommé l'année suivante professeur-suppléant à la chaire d'éloquence latine à la Sorbonne et devint professeur titulaire du même cours au collège de France en 1854. 
De 1852 à 1862 il est professeur de littérature française à l'École polytechnique. Il est élu membre de l'Académie des sciences morales et politiques en 1880. 
On doit à Ernest Havet nombre d'ouvrages importants qui ont marqué profondément dans la littérature et la philologie : son édition des Pensées de Pascal fut un véritable événement, et elle est restée célèbre à bon droit pour les annotations et éclaircissements. Au moment où Renan, son ami, publiait la Vie de Jésus, Havet faisait paraître une brochure : Jésus dans L’Histoire, dont le retentissement fut considérable. On doit encore à cet érudit beaucoup d'autres travaux, insérés dans la Revue des Deux Mondes, qui traitaient de la modernité des prophètes. 
Ernest Havet a collaboré au Journal de l'Instruction publique, au Temps, à la Revue Moderne, à la Revue contemporaine, à la Revue des Deux Mondes, etc. 
Ernest Havet est le fils de Jacques-Antoine Havet et de Victoire-Julie Cavelier, époux de Louise-Antoinette-Lucile Bourdon, père de Louis Havet et de Julien Havet.

## Principaux ouvrages
- Pensées de Pascal publiées dans leur texte authentique avec un commentaire suivi et une étude littéraire (1852)
- Le Christianisme et ses origines (4 volumes, 1871-84) Tomes I et II : L'Hellénisme. Tome III : Le Judaïsme. Tome IV : Le Nouveau Testament.
- De la Rhétorique d'Aristote et De Homericorum poematum origine et unitate (1843) - Thèses de doctorat.